# Exomalopsis birkmanni
Exomalopsis birkmanni är en biart som beskrevs av Cockerell 1922. Exomalopsis birkmanni ingår i släktet Exomalopsis och familjen långtungebin. Inga underarter finns listade i Catalogue of Life.